# 幻冬舎コミックス
株式会社幻冬舎コミックス（げんとうしゃコミックス）は、日本の出版社である。
幻冬舎の子会社であり、取り扱い書籍に関しては、発行元が幻冬舎コミックス、発売元が幻冬舎という関係になっている。

## 概要
2001年10月に株式会社幻冬舎コミックスを設立し、同年12月にソニー・マガジンズより雑誌の商標権を譲受けコミックス事業に進出。漫画雑誌『コミックバーズ』などを引き継いだ。
2016年にルチルレーベルと月刊バーズが創刊されて20周年を迎えた。
単行本レーベルとして「バーズコミックス」があり、これを基本として「バーズコミックス ルチルコレクション」「バーズコミックス スピカコレクション」など多数のサブレーベルを擁する。

## 雑誌
- ルチル （奇数月22日発売）※2003年創刊[注釈 2][4]。
- リンクス（偶数月9日発売）※2003年にボーイズラブ小説誌「小説リンクス」として創刊[5]、2012年ボーイズラブ漫画雑誌「Comic Magazine LYNX」と合併して現行誌名へリニューアル[6]。

### 過去に発行されていた雑誌
- 月刊バーズ（毎月30日発売）※1996年創刊[7]、2015年に現行誌名へリニューアル[8]。2018年6月休刊。
- ミステリービィストリート（2002年 - 2003年[9]）※隔月刊。
- スピカ（2003年 - 2004年[10]）※コミックバーズ増刊。
- Comic Magazine LYNX (コミックマガジン リンクス) （2005年 - 2011年[11]） ※小説リンクス増刊。
- GIGA69（2007年 - 2009年[12]）※コミックバーズ増刊。
- ねこメロ!（2007年 - 2009年[13]）※コミックバーズ増刊。

## デジタルサービス

### Web漫画雑誌
- comicブースト： 2019年1月開始のWEBマンガサイト[14]
- ルチルSWEET：2009年7月23日にYahoo!コミックで配信を開始[15][16][注釈 3]。2012年10月22日にルチルポータルサイト内で配信を開始[17]。無料期間終了後は、バックナンバー（電子雑誌）としてBinBストアで販売。
- LOVE xxx BOYS pixiv （ピクシブと共同）
- エストロ：電子限定BLコミック誌

### 過去に配信されていた漫画雑誌
- 幻蔵（2004年 - 2008年）：青年誌。漫画配信サイト「WebコミックGENZO」にて「スピカ」とのセットで有料配信。2008年「Webスピカ」に統合。
- スピカ（2004年 - 2008年）：少女コミック誌。漫画配信サイト「WebコミックGENZO」にて「幻蔵」とのセットで有料配信。2008年「Webスピカ」に統合。
- MAGNA（2006年 - 2008年）：少年誌。漫画配信サイト「WebコミックGENZO」にて無料配信。
- Webスピカ（2008年 - 2012年）：漫画配信サイト「WebコミックGENZO」にて有料配信。2012年「comicスピカ」に統合。
- デンシバーズ（2015年4月[18] - 2019年1月）：PC/スマートフォン向け無料Webマンガサイト。「comicブースト」へ移行。

過去に運営したその他Webサービス
- スマートボーイズ（2012年[19][20] - 2025年）：2.5次元系舞台の若手俳優を中心にしたニュースやオリジナル動画の配信サービス

## 過去に刊行されていたアンソロジー
- ルチル：スコラ時代に増刊誌、アンソロジーとして刊行され、ソニー・マガジンズ時代の新装刊から15冊刊行[21]2003年に雑誌化。
- ルチルSWEET（2000年 - 2002年[22]）
- Bstreet（2000年 - 2002年）：2002年にミステリービィストリートとして雑誌化。
- WALLFLOWER（2001年 - 2002年）
- comicスピカ（2011年 - 2015年[23]）
- たそがれ食堂（2017年 - 2022年）

## 漫画レーベル
- バーズコミックス
- LOVE xxx BOYS - 電子オリジナルBLレーベル。
- GENCOMI - 縦読み漫画ウェブトゥーンの新レーベル[24]

## 小説レーベル
- 幻冬舎ルチル文庫：ボーイズラブ小説の文庫レーベル。
- リンクスロマンス：ボーイズラブ小説の新書レーベル。

### 過去に刊行されていた小説レーベル
- 幻狼ファンタジアノベルス：小説（ライトノベル）のレーベル。
- バーズノベルス：小説（ライトノベル）のレーベル。
- 幻冬舎ルチル文庫L：ボーイズラブ小説の文庫レーベル。